# Clan MacCarthy
MacCarthy (irlandés: Mac Cárthaigh), también transcrito Macarthy, McCarthy o McCarty, es un clan irlandés gaélico originario de Munster, un área que gobernaron durante la Edad Media. Se divide en varias grandes familias. Las dinastía de MacCarthy Reagh, MacCarthy de Muskerry, y MacCarthy de Duhallow son las tres más importantes después de la línea central o MacCarthy.
Su nombre, que significa "hijo de Cárthach" (cuyo nombre significa "amable"), es un apellido común de origen irlandés. Como apellido, su ortografía prevalente en la lengua inglesa es McCarthy. Existen distintas variantes, como McCarty (la más común en América del Norte) así como Carthy y Carty (aunque estas corresponden a la anglicanización del apellido no relacionado de Ó Cárthaigh). El 60 % de las personas con este apellido en Irlanda todavía viven en el condado de Cork donde la familia fue muy poderosa en la Edad Media.

## Convenciones de apellido
| Hijo          | Hija          | Esposa (Largo)      | Esposa (Corto) |
| ------------- | ------------- | ------------------- | -------------- |
| Mac Cárthaigh | Nic Cárthaigh | Bean Mhic Cárthaigh | Mhic Cárthaigh |

## Historia
El origen del nombre empieza con Carthach, un rey Eóganacht Chaisil, que murió en 1045 en un incendio provocado deliberadamente por uno de los Lonergans (miembros de los Dál gCais, enemigos de los Eóganacht, los Dál gCais). Carthach era un rival contemporáneo del rey Supremo Brian Boru, y lo que sería conocido como el clan McCarthy fue expulsado de sus territorios ancestrales del Valle Dorado de Tipperary por la expansión de los O'Brien a mediados del siglo XII.
El hijo de Carthach era conocido como Muireadhach mac Carthaigh ("Muireadhach, hijo de Carthach"). Tal efímero patronímico era común en la época. Aun así, cuando Muireadhach murió en 1092 sus hijos Tadhg y Cormac adoptaron Mac Carthaigh como apellido real. Tras el tratado de Glanmire en 1118, que dividió el reino de Munster entre Desmond y Thomond, Tadhg se convirtió en el primer rey de Desmond, que comprendía partes de los condados modernos de Cork y Kerry. Durante casi cinco siglos dominaron gran parte de Munster, con cuatro ramas importantes: los dirigidos por el MacCarthy Mór (Gran MacCarthy), cabeza nominal de todos los MacCarthy, que gobernaba el sur Kerry, los Duhallow MacCarthys, en el noroeste de Cork; MacCarthy Reagh o Riabhach ('gris') en la Baronía de Carbery al suroeste de Cork; y MacCarthy Muskerry, en la frontera entre Cork / Kerry.
Cada una de estas familias continuó resistiendo a los normandos y a los ingleses hasta el siglo XVII cuando, como prácticamente toda la aristocracia gaélica, perdieron casi todo. Una excepción fue el castillo de Macroom, que pasó a la familia White de Bantry House, descendientes de Cormac Láidir Mac Cárthaigh. El edificio se incendió en 1922 y es parte del actual club de golf. 
La sede tradicional de los Muskerry McCarthy es el castillo de Blarney en el condado de Cork. Cuenta la leyenda que la Piedra de la elocuencia fue un regalo dado a Cormac MacCarthy, Rey de Desmond, por el rey Robert Bruce de Escocia, que presentó la piedra mágica en gratitud por su ayuda en la batalla de Bannockburn en 1314. El tercer castillo construido en el sitio (que es el que sobrevive hasta hoy) fue construido por otro McCarthy, Dermot McCarthy, en 1446. Dermot era conocido por su elocuencia, de donde viene la reputación de la piedra de entregar el don de la elocuencia a aquel que la bese.
El número de referencias a los MacCarthy en los Anales, especialmente los "Anales de Innisfallen", es muy grande. Carthach era hijo de Saoirbhreathach, un nombre gaélico anglicanizado como Justin, y en esta forma ha sido de uso común en muchas familias de los McCarthy. Otro nombre masculino muy asociado a la dinastía es el de Finghin o Fineen, aunque por algunos siglos, el nombre Florence (coloquialmente Flurry) ha sido utilizado en su forma inglesa. Desde el siglo XIII, cuándo Fineen MacCarthy derrotó decisivamente a los Geraldines en 1261, hasta el día de hoy, los Fineen o Florence MacCarthys y los Justin MacCarthys han sido muy prominentes entre los muchos hombres señalados del nombre en el ejército, la política y la historia cultural irlandesa.

## Ramas
Once ramas de los ilustres McCarthy de Kerry aparecen en la Historia de los Reyes de Co. Kerry.
- (1) Sliocht Owen More de Coshmaing
- (2) Sliocht Cormaic de Dunguile
- (3) Sliocht Fineen Duff de Ardeanaght
- (4) Sliocht Clan Donell Finn
- (5) Sliocht nInghean Riddery
- (6) Sliocht Donell Brick
- (7) Sliocht Nedeen
- (8) Sliocht Clan Teige Kittagh
- (9) Sliocht Clan Dermod
- (10) Sliocht Clan Donell Roe
- (11) Sliocht MacFineen

Los MacCarthy están estrechamente conectados con numerosas familias de Munster, incluidos los O'Sullivan, O'Callaghan, O'Keeffe, O'Donoghue, y O'Donovan. Una antigua rama de los propios MacCarthy son los MacAuliffe.
Gobernantes del Reino de Desmond, los MacCarthy figuran entre las más grandes dinastías irlandesas del último milenio.